# Gran Cartuja
El monasterio de la Gran Cartuja (Grande Chartreuse) es la casa-madre y principal monasterio de la Orden de los Cartujos. Está situado en la comuna de Saint-Pierre-de-Chartreuse, en el departamento de Isère, a pies del Grand Som, la cuarta cima más alta del Macizo de la Cartuja, en Francia.
La implantación de los cartujos en el macizo que les da su nombre hace de este sitio el prototipo de espacio monástico cartujano aunque, a partir del siglo XIII, también se asentaron en espacios urbanos, llanuras y junto al mar. 
De acuerdo con la regla de los cartujos que atiende a la soledad de los monjes, la clausura, el monasterio no es visitable. No obstante, en el edificio de la Correrie, que está a unos 2 km de distancia del monasterio, se ha creado el Museo de la Gran Cartuja para dar a conocer la historia de la orden y mostrar a los visitantes como se desarrolla la vida monástica de los monjes cartujos.

## Historia

### El primer monasterio

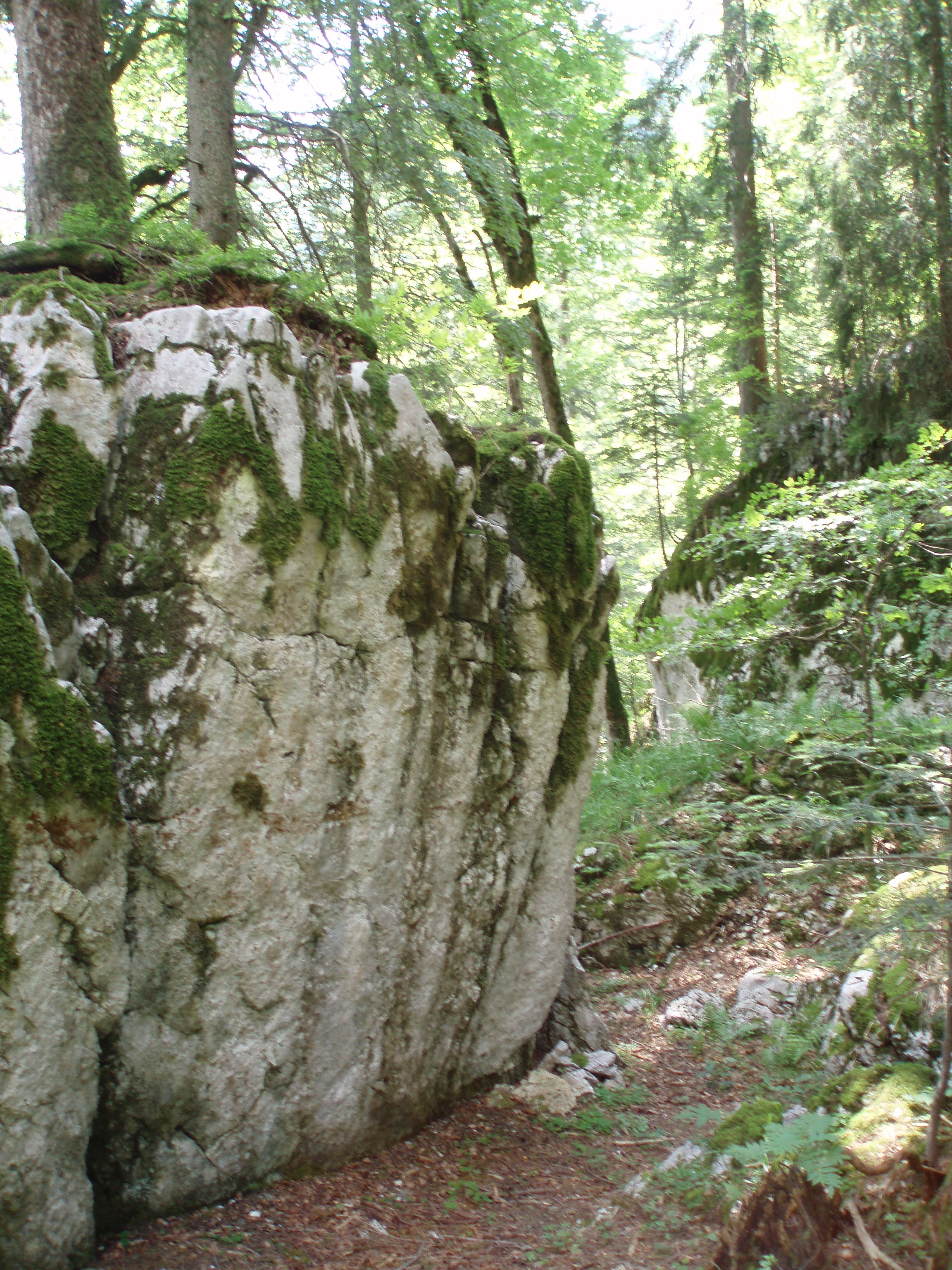
Rocas en el sitio de la primera cartuja

La tradición cuenta que el maestro Bruno (c. 1030-1101) y seis compañeros (dos laicos: André y Guerin, y cuatro clérigos: los canónigos Etienne de Bourg y Etienne de Die, Hugues y Laudouin, nativos de la Toscana, que sucederán a Bruno en el gobierno de la casa madre), se instalaron el 24 de junio de 1084 en el valle de Chartreuse (Cartuja), en terrenos ofrecidos por el obispo Hugo de Grenoble. Al lugar le llamaron "el desierto de la Cartuja" debido a su aislamiento. San Bruno consideró que aquellos lugares estaban suficientemente aislados y el clima era lo bastante frío como para que no tentara a aquellos que no tuvieran verdadera vocación de penitencia. El 24 de junio es la fiesta de San Juan Bautista, así que los cartujos le nombraron su santo patrón. A finales del siglo XI, Bruno había construido con sus seis compañeros el primer monasterio cartujo, en el que discurría su vida cenobial. San Bruno permaneció en el desierto de la Cartuja seis años, hasta  1090, cuando marchó a Roma llamado por el Papa Urbano II (1042-1099), quien fuera antiguo alumno suyo. Bruno aguantó en Roma unos pocos meses, hasta que partió con nuevos compañeros para establecer un nuevo centro eremita en los bosques de Calabria, al sur de Italia. Murió allí el 6 de octubre de 1101. 
El 9 de diciembre de 1086, antes del sínodo diocesano en Grenoble, el obispo Hugo ratifica solemnemente las donaciones que habían hecho dos años antes los propietarios de tierras de la Cartuja, unas 1.700 ha (17 km²). Este espacio natural, ampliado por donaciones posteriores, cubre progresivamente la región de Chartreuse. Los primeros cartujos, muy interesados en proteger su aislamiento, rechazan cualquier derecho de paso de las mujeres y expropian tierras a gente del vecindario, lo que provocó tensiones, disputas violentas y procesos.
En el primer monasterio había dos instalaciones distantes entre sí cuatro kilómetros: la casa baja (la Correrie), que albergaba a la comunidad de hermanos cartujos, talleres y dependencias, y la casa alta, donde residía el prior y la comunidad de padres, además de uno o dos hermanos. De este primer monasterio, construido dos kilómetros más arriba que el actual, no queda nada. Se supone que las primeras construcciones se hicieron en madera, salvo la iglesia conventual, hecha en piedra, que miraban hacia una galería, que protegía de las inclemencias del tiempo, y que daba acceso a las áreas comunes, la iglesia, el refectorio y la sala capitular. La más antigua descripción conocida, de 1114, se debe a Guibert de Nogent. Aparte de una agrupación de celdas, claustro separado, junto a los edificios de la vida común (iglesia, capítulo, refectorio), la cocina y otro amplio edificio, no se sabe nada de la disposición original de los edificios, probablemente muy distinta a la actual. No obstante, Guibert precisa que el agua llegaba a las celdas gracias a unas conducciones hechas al efecto. 
Ni cultivos ni pastoreo eran posible en el área de la casa alta, encajada en un valle estrecho, todo bosque. Cada semana, el sábado, los hermanos de la casa baja subían a la casa alta para participar en la liturgia del domingo y la vida común, siguiendo la tradición del primer monacato cristiano. 
El emplazamiento de la casa alta está marcado por dos capillas, situadas a 110 metros de distancia entre sí: la de Notre Dame de Casalibus (Nuestra Señora de las cabañas, en alusión a las celdas de los monjes) y la de más arriba, la capilla de San Bruno. Notre-Dame de Casalibus fue edificada en el siglo XV, fuera del alcance de las avalanchas, mientras que la capilla de San Bruno está construida junto a una roca, cerca del sitio original del primer monasterio. Una crónica de la época, la Chronique Magister, relata el suceso desastroso que tuvo lugar el 30 de enero de 1132, 48 años después de la llegada de San Bruno, cuando hubo una gran avalancha de nieve y rocas.

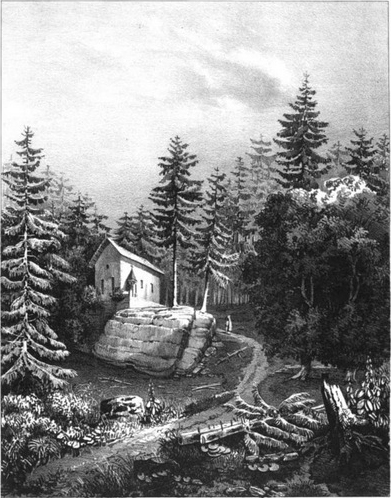
La capilla de San Bruno en el siglo XIX, ilustración de Alexandre Debelle (1805-1897).
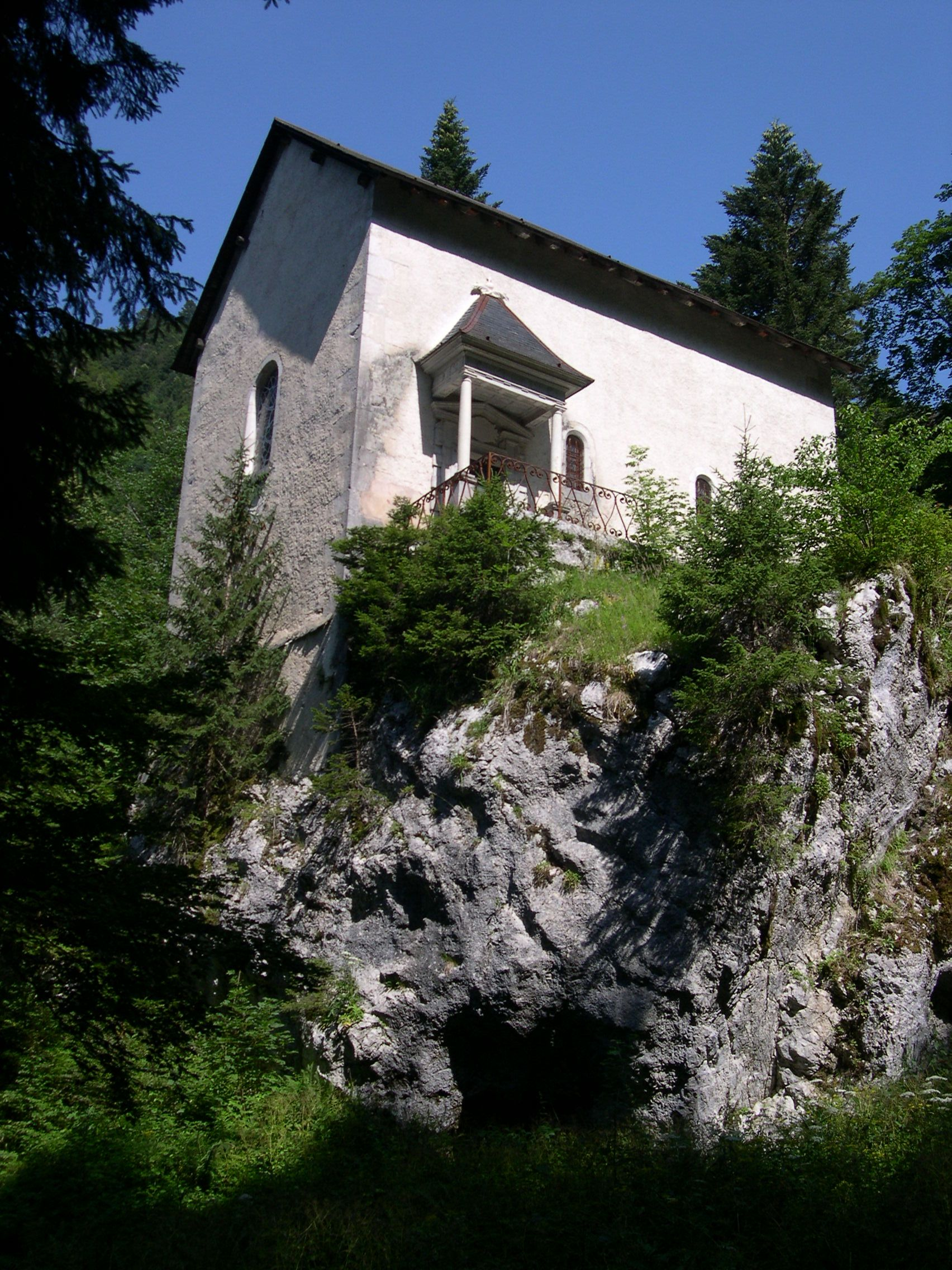
La Capilla de San Bruno en 2006.
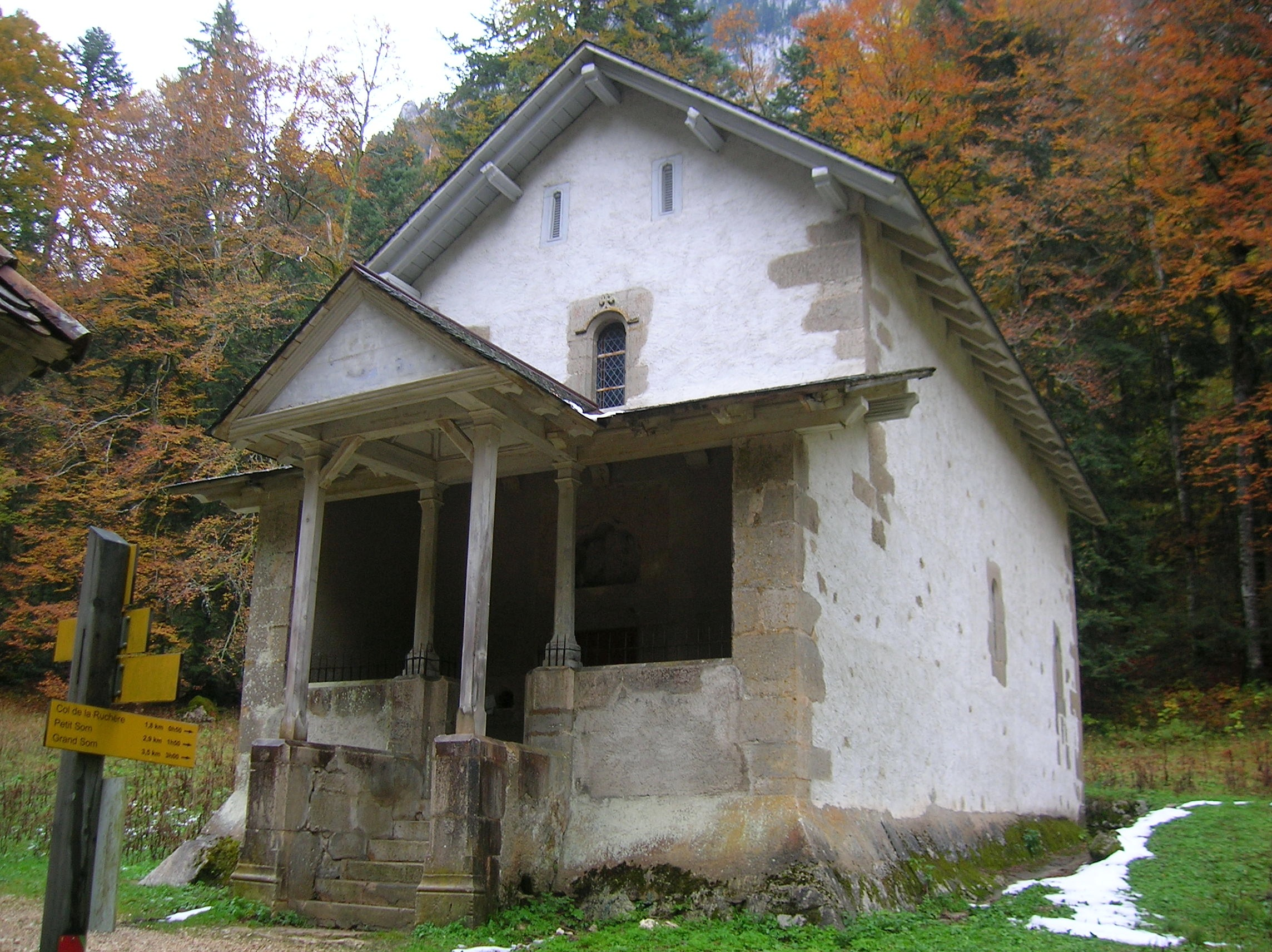
Notre Dame de Casalibus en 2015.

### El monasterio de Guigues
Los supervivientes del desastre no podían reconstruir el monasterio en el mismo lugar. El prior Guigues elige entonces una nueva ubicación dos kilómetros más abajo, entre dos pliegues del terreno, mejor protegida del alcance de rocas. No obstante, la elección puede tener otras explicaciones. El primer lugar estaba protegido del viento del norte y bien expuesto al mediodía y aunque hoy parece un lugar de austeridad extrema porque hasta los años 1990 la nieve se prolongaba hasta mayo, su clima en la Edad Media fue menos severo (el conocido como "Período Cálido Medieval" en Europa). Algunos monasterios, como Berthaud, sobrevivieron mucho tiempo en ambientes incluso más difíciles que el de la Gran Cartuja. De todos modos, la nueva ubicación, más abierta y más soleada, se encontraba a salvo de las avalanchas. Estaba más cerca de la casa baja, facilitando así a los monjes el trayecto semanal, cualquiera que fuese el tiempo.
Los trabajos se realizan rápidamente. La iglesia, hoy perdida entre construcciones más recientes, se construye en piedra. Igualmente el capítulo, cuya bóveda del siglo XII sigue intacta. Van acompañados de una docena de celdas-apartamentos hechas en madera. La iglesia es consagrada el 13 de octubre de 1133 por un antiguo cartujano, el obispo Hugo, sucesor de san Hugo de Grenoble.

### Incendios y pillaje
El monasterio de Guigues subsistió algo menos de dos siglos. Entre 1320 y 1676, el monasterio sufrió ocho incendios (no once, como a veces se dice): entre el 6 y 11 de mayo de 1320, durante el Capítulo General, hubo una devastación total de los edificios a causa de un incendio en la chimenea de la hostería; en el verano de 1371 se produjo un incendio accidental en la misma chimenea; y lo mismo volvió a suceder a finales de octubre de 1473; en 1510; el 5 de junio de 1562 hubo un incendio provocado durante las guerras de religión por las tropas del barón de los Adrets (1512-1587); el 31 de octubre de 1592; en 1611; y el 10 de abril de 1676, debido a un fuego de chimenea procedente de los apartamentos del reverendo padre.
La pobreza de medios en la lucha contra el fuego y, sobre todo, el tipo de cubierta de los tejados propia de la región, llevaron cada vez que había un incendio a una destrucción casi total de todo lo que podía arder. Después del incendio de 1676, Innocent Le Masson (1627-1703) reconstruyó el monasterio de acuerdo con un nuevo estilo arquitectónico más seguro. 
Los edificios están clasificados como monumentos históricos desde 1920.

### Supresión

#### La supresión de las congregaciones en la Revolución francesa
La Asamblea Constituyente, por decreto de 2 de noviembre de 1789, pone los bienes de la iglesia, los de las congregaciones entre ellos, a disposición de la nación. Por el decreto de 13 de febrero de 1790, prohíbe los votos monásticos y suprime las órdenes religiosas regulares.
El ministro general de la orden, Nicolas-Albergati de Geoffroy, abandona la Gran Cartuja el miércoles 17 de octubre de 1792. Desaparece la comunidad de la Gran Cartuja y no queda un solo monasterio de la orden en Francia. En la última reunión del capítulo general se establece que, en caso de dispersión de la comunidad, se nombraría un vicario general que estaría a la espera de tiempos mejores.
Tiempos que llegan acabada la era napoleónica. Por real decreto de 27 de abril de 1816, el estado permite el retorno de los monjes a la Gran Cartuja para establecer un lugar de retiro. El 8 de julio de 1816, el vicario general en ejercicio, Romuald Moissonier, procedente de la cartuja Part-Dieu de Suiza (la única que sobrevivió a la tormenta revolucionaria), volvió a la Gran Cartuja con algunos religiosos para retomar la vida monacal (fallece 11 días después). En 1857, un decreto imperial establece una reserva alrededor del monasterio para preservar el entorno y asegurar la tranquilidad de los monjes.

#### La expulsión de 1903

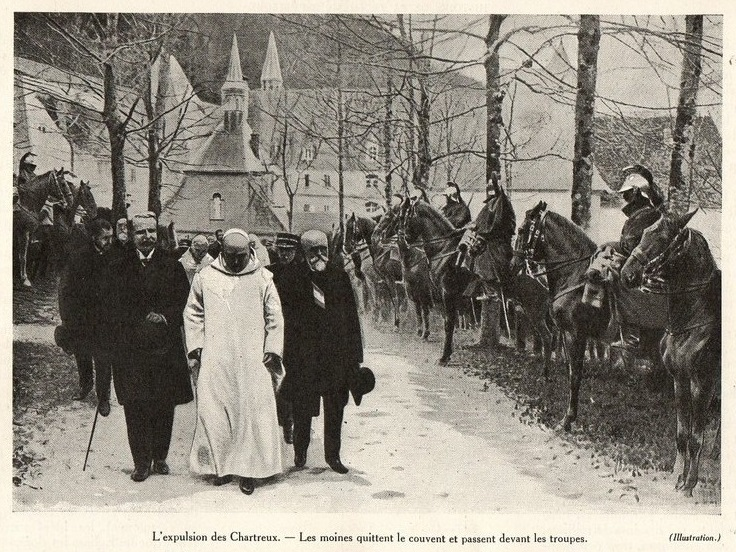
La expulsión de 1903.

El decreto anticlerical de 29 de marzo de 1880 promulga la disolución de las congregaciones masculinas no autorizadas por el Estado. Sin embargo, una ordenanza real permite a los cartujos seguir en su monasterio (la congregación se consideraba implícitamente autorizada por los decretos de 1816 y 1857). Por la ley de 1901, en el contexto de las medidas excepcionales para las congregaciones, los cartujos presentan una solicitud de licencia que es rechazada por un voto de la Cámara de Representantes, el 26 de marzo de 1903. Finalmente los monjes de la Gran Cartuja fueron desalojadas por la fuerza (manu militari) el 29 de abril de 1903. La comunidad se refugia en Italia, en la Cartuja de Farneta, y no pudo retornar a la casa madre hasta 1940. El 14 de noviembre de 1912 todo el monasterio es catalogado como monumento histórico.

### Restauración

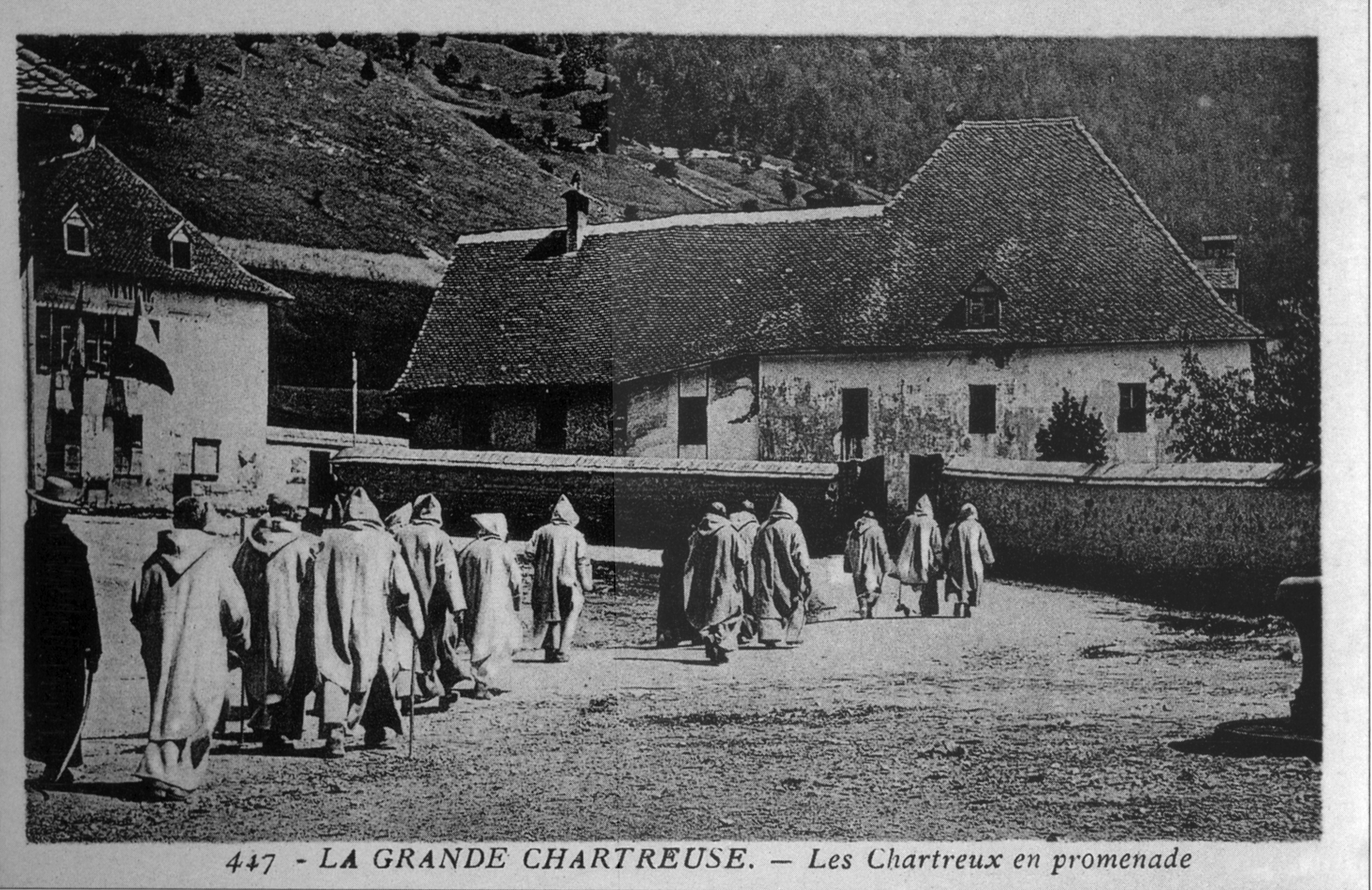
Los cartujos en procesión hacia la Gran Cartuja.

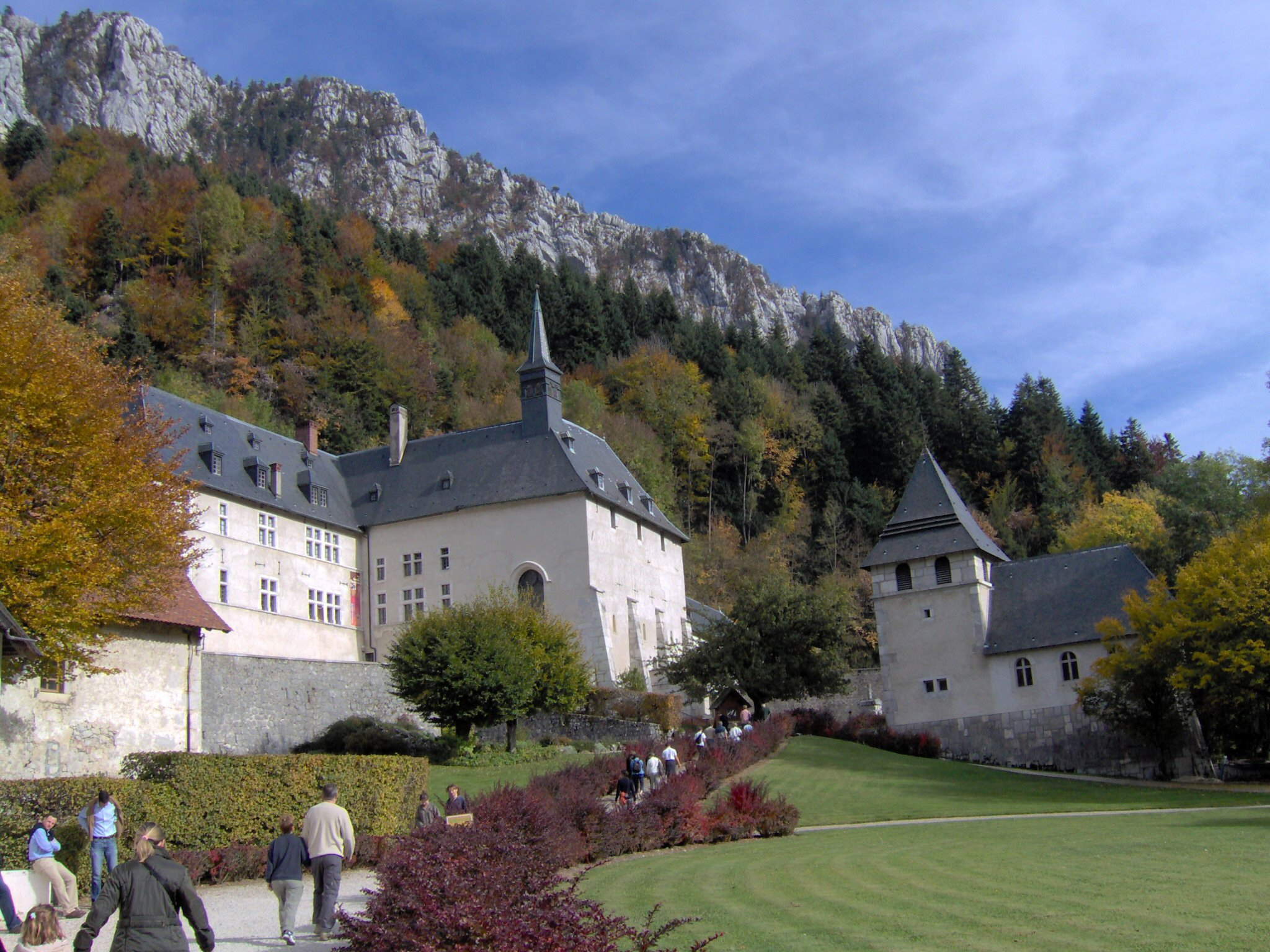
La Correrie

En mayo de 1940, el cónsul francés en Livorno aconsejó al Ministro General y los monjes de Farneta volver a Francia, ante la inminencia de la entrada en guerra de Italia y el posible cierre de fronteras. Los cartujanos del padre Ferdinand Vidal se instalaron temporalmente en Orgeoise, en el barrio de Voiron (Isère), donde vivían los hermanos laicos que producían su conocido licor. Los cartujos solicitan en vano del gobierno francés instalado en Burdeos permiso para volver a la Gran Cartuja. Pero Vidal envía monjes para ocupar la Gran Cartuja antes de que llegaran los alemanes, que ya estaban en Voreppe. Los primeros llegan el 29 de mayo de 1940. Haciendo caso omiso del prefecto de Isère, Perrier, el alcalde de Saint-Pierre-de-Chartreuse, M. Villars, abre el monasterio "para albergar a los refugiados". El 9 de junio, Georges Mandel, ministro del Interior, regulariza la ocupación. El 10 de junio, Italia entró en la guerra. El 21 de junio de 1940, tras el anuncio del armisticio, tres padres toman oficialmente posesión de los edificios. La orientación del nuevo gobierno es, sin duda, favorable a la Iglesia y las congregaciones. Pétain nombra un nuevo prefecto de Isère, Raoul Didkowski, que facilita la reintegración. El gobierno de Vichy por la Ley de 21 de febrero de 1941 da el reconocimiento legal a los cartujos en Francia. Durante estos años difíciles, la comunidad abrió sus puertas a los judíos y a la gente perseguida.  Igualmente actuó así la comunidad en el periodo de posguerra, dando refugio a colaboracionistas y milicianos.
El acuerdo de 11 de marzo de 1941 entre la Gran Cartuja y la administración de Bellas Artes del Régimen de Vichy define los términos de la concesión del inmueble y permite la rápida restauración de los edificios. La comunidad continúa hasta hoy día en edificios alquilados al Estado francés, a cambio de una renta y del mantenimiento rutinario. 
En las dos décadas que siguieron a la Segunda Guerra Mundial, el desarrollo del turismo y la mejora de las redes de carreteras terminan siendo un problema. En la Gran Cartuja, los superiores valoran la idea de llevar la comunidad a un sitio más aislado. Finalmente, consiguen que el lugar sea catalogado como sitio histórico y natural, que se prohíba el sobrevuelo de aviones de turismo (ventaja de la que no gozan otras casas de la orden) y que se cierre a la circulación de vehículos. Se crea un museo en las instalaciones de la antigua Correrie, poco más abajo de la Cartuja, que muestra a los turistas como es la vida cartujana. Los vehículos quedan a kilómetro y medio del monasterio, lo que permite a los cartujos vivir en el aislamiento que exige su vocación. Quieren que este lugar siga siendo un "desierto", un espacio de silencio.

### Los priores
El prior de la Gran Cartuja ha recibido - o tomado - varios títulos a lo largo de la historia. Hoy en día, lleva el de ministro general de la Orden (véase el artículo "Orden de la Cartuja"). Después de François Marie Velut, que solicitó dejar el cargo por razones de salud, la comunidad de la Grande Chartreuse eligió a Dysmas de Lassus como nuevo prior y ministro general de la orden.
Sigue a continuación una relación de los priores del Desierto de Chartreuse y de la Grande Chartreuse (1084 a 2014'):

- 1084-1089: San Bruno
- 1090-1100: Dom[18] Landuino (Landuin)
- 1101-1102: Dom Pedro I (Dom Pierre le Franc)
- 1102-1110: Dom Juan I (Dom Jean I)
- 1110-1137: Dom Guigo I el Cartujo[19] (Guigues)
- 1137-1139: Dom Hugo I (Dom Hugues I)
- 1139-1151: Dom Antelmo de Belley
- 1151-1173: Dom Basilio (Dom Basile de Bourgogne)
- 1173-1176: Dom Guigo II el Cartujo
- 1176-1233: Dom Jancelin
- 1233-1236: Dom Martin
- 1236-1242: Dom Pedro II (Pierre II)
- 1242-1247: Dom Hugo II, primer gobierno (Hugues II)
- 1247-1249: Dom Bernardo I de la Tour, primer gobierno (Bernard de la Tour)
- 1249-1253: Dom Hugo II, segundo gobierno
- 1253-1258: Dom Bernardo I de la Tour, segundo gobierno
- 1258-1268: Dom Riffier (Riffiero)
- 1268-1273: Dom Gerardo (Gérard)
- 1273-1276: Dom Guillermo I Fabri (Guillaume I)
- 1276-1277: Dom Pedro III de Montignac (Pierre III)
- 1277-1278: Dom Guillermo I Fabri
- 1278-1313: Dom Boson
- 1313-1329: Dom Aimone de Aosta  (Aymon d'Aost)
- 1329-1330: Dom Santiago de Vevey   (Jacques de Vevey) (1.º gobierno)
- 1330-1338: Dom Claro de Fontenay  (Clair de Fontenay) (1.º gobierno)
- 1338-1341: Dom Santiago de Vevey (2.º gobierno)
- 1341-1341: Dom Claro de Fontenay (2.º gobierno)
- 1341-1346: Dom Enrique Pollet (Henri Pollet)
- 1346-1361: Dom Juan II Birelle (Jean II Birelle)
- 1361-1367: Dom Elzearo di Grimoard (Hélisaire de Grimoard)
- 1367-1402: Dom Guillermo II de Raynal (Guillaume II de Raynal)
- 1402-1410: Dom Bonifacio I Ferri (Boniface Ferrier)
- 1410-1420: Dom Juan III de Griffenberg (Jean III)
- 1420-1437: Dom Guillermo III de Lamotte (Guillaume III)
- 1437-1463: Dom Francisco I Maresme (François I)
- 1463-1472: Dom Juan IV Van Rosendael (Jean IV)
- 1472-1481: Dom Antonio I Dellieux (Antoine I Dellieux)
- 1481-1494: Dom Antonio II du Charne (Antoine II du Charne)
- 1494-1503: Dom Pedro IV Roux (Pierre IV Roux)
- 1503-1521: Dom Francisco II del Puy (François II du Puy)
- 1521-1535: Dom Guillermo IV Biebuick (Guillaume IV Biebuick)
- 1535-1540: Dom Juan V Guilhard (Jean V Guilhard)
- 1540-1546: Dom Pedro V Marnef (Pierre V Marnef)
- 1546-1553: Dom Juan VI Volon (Jean VI Volon)
- 1553-1554: Dom Damián Longoni (Damien Longuano)
- 1554-1566: Dom Pedro VI Sarde (Pierre VI Sarde)
- 1566-1586: Dom Bernardo II Carasse (Bernard II Carasse)
- 1586-1588: Dom Jerónimo I Lignano (Jérôme I)
- 1588-1594: Dom Jerónimo II Marchant (Jérôme II)
- 1594-1600: Dom Juan Miguel de Vesly (Jean VII)
- 1600-1631: Dom Bruno II de Affringues
- 1631-1643: Dom Justo Perrot (Juste Perrot)
- 1643-1649: Dom León I Tix (Léon Tixier)
- 1649-1675: Dom Juan VII Pégon (Jean VIII)
- 1675-1703: Dom Inocencio Le Masson (Innocent le Masson)[10]
- 1703-1731: Dom Antonio III de Montgeffond (Antoine III Tocquet Grillet de Montgefond)
- 1731-1732: Dom Ambrosio Crollet (Ambroise Grollet)
- 1732-1737: Dom Esteban Richard (Étienne Richard)
- 1737-1758: Miguel I Bruno I de Larnage (Michel Brunier de Larnage)
- 1758-1778: Dom Esteban II Biclet (Étienne Biclet)
- 1778-1791: Dom Hilarion Robinet
- 1791-1801: Dom Nicolás Albergati de Geoffroy
- 1801-1813: Dom Antonio IV Vallet (Antoine Vallet)
- 1813-1816: Dom Romualdo Moissonier (Romuald Moissonnier)
- 1816-1816: Dom Buenaventura Eymin (Bonaventure Eymin)
- 1816-1824: Dom Gregorio Sorel (Grégoire Sorel)
- 1824-1831: Dom Benito Nizzati (Benoît Nizzati)
- 1831-1863: Dom Juan Bautista Mortaize (Jean-Baptiste Mortaize)
- 1863-1877: Dom Carlos María Saisson (Charles-Marie Saisson)
- 1877-1879: Dom Roque Boussinet (Roch-Marie Boussinet)
- 1879-1892: Dom Anselmo Maria Bruniaux (Anselme-Marie Bruniaux)
- 1892-1905: Dom Miguel II Baglin
- 1905-1911: Dom Renato Herbault
- 1911-1938: Dom Giacomo Maria Mayaud
- 1938-1967: Dom Ferdinand Vidal
- 1967-2005: Dom Andrea Poisson
- 2005-2012: Dom Marcellin Theeuwes
- 2012-2014: Dom François-Marie Velut
- 2014-: Dom Dysmas de Lassus

## La Cartuja en la literatura
- Chateaubriand visita la Grande Chartreuse en 1805, de la cual habla en Memorias de ultratumba, en el libro 17, capítulo V;
- Stendhal visitó a menudo la cartuja, que le sirvió de inspiración para su La Cartuja de Parma;
- Honoré de Balzac hace frecuentes referencias a la Grande Chartreuse en La Comedia humana, más precisamente en Albert Savarus, donde el personaje se retira a la Gran Cartuja;[20]
- Alexandre Dumas relata su visita a la Gran Cartuja en el Capítulo XV del primer volumen de sus Impresiones de viaje en Suiza (p. 238-276), insertando la historia romántica de la vocación de un monje;
- Léon Bloy se queda allí y evoca ese momento en Le Désespéré;
- Matthew Arnold escribió el poema Stanzas from the Grande Chartreuse;
- Antoine Godeau escribió el poema La Grande Chartreuse, que aparece en la 'Anthologie de la poésie française du S-XVII (édition de Jean-Pierre Chauveau, Poésie Gallimard, 1987, p. 316).

## En el cine
- En 2005 se estrena el documental de 162 minutos El gran silencio, sobre la vida en el monasterio.[21]